# التنمدینگن
التنمدینگن (به آلمانی: Altenmedingen) یک شهر در آلمان است که در نیدرزاکسن واقع شده‌است.

## خصوصیات
التنمدینگن ۴۸٫۰۹ کیلومترمربع مساحت دارد ۵۴ متر بالاتر از سطح دریا واقع شده‌است.